# ویلیام اچ. کرافورد
ویلیام اچ. کرافورد (به انگلیسی: William H. Crawford) (۲۴ فوریه ۱۷۷۲ – ۱۵ سپتامبر ۱۸۳۴) سناتور سابق عضو حزب دموکرات-جمهوری‌خواه بود. وی در سال ۱۸۰۷ تا ۱۸۱۳ میلادی سناتور ایالت جورجیا در سنای ایالات متحده آمریکا بود.